# Take Me Higher (песня)
«Take Me Higher» — песня, записанная американской певицей Дайаной Росс для её одноимённого студийного альбома в 1995 году. Авторами песни стали Нарада Майкл Уолден, Салли Йо Дакота и Никита Джермани. Как сингл песня была выпущена 5 августа 1995 года и имела большой успех в танцевальных чартах.

## Версии и ремиксы
- «Take Me Higher» (Radio Edit) — 4:02
- «Take Me Higher» (Instrumental) — 4:11
- «Take Me Higher» (A Capella) — 3:44
- «Take Me Higher» (Baka Boyz Remix) — 4:51
- «Take Me Higher» (Moretta’s Club Mix) — 8:04
- «Take Me Higher» (Spen’s Risin' 12" Mix) — 10:30
- «Take Me Higher» (Baka Boyz Remix) — 4:51
- «Take Me Higher» (Moretta’s Club Mix) — 8:04
- «Take Me Higher» (Spen’s Risin' 12" Mix) — 10:30
- «Take Me Higher» (B.T.'s Sonic Illusion Mix) — 6:30
- «Take Me Higher» (B.T.'s Vibrolux Dub) — 6:33
- «Take Me Higher» (T-Empo’s Club Adventure) — 5:52
- «Take Me Higher» (I Feel Radical Mix) — 6:35
- «Take Me Higher» (Club Head 12" Mix) — 7:37
- «Take Me Higher» (Club Head Dub Mix) — 8:23
- «Take Me Higher» (Da Drum Drum Acid Mix) — 9:34
- «Take Me Higher» (B.T.'s Sonic Illusion Mix) — 13:08
- «Take Me Higher» (B.T. Vibrolux Dub) — 13:48
- «Take Me Higher» (T-Empos Club Adventure) — 6:18
- «Take Me Higher» (Eclipse Mix) — 9:44

## Чарты
| Чарт (1995)                                    | Пиковая позиция |
| ---------------------------------------------- | --------------- |
| Шотландия (Scottish Singles Chart)             | 35              |
| Великобритания (UK Singles Chart)              | 32              |
| Великобритания (UK Dance Chart)                | 4               |
| США (Billboard Bubbling Under Hot 100 Singles) | 14              |
| США (Billboard Dance Club Songs)               | 1               |
| США (Billboard Hot R&B/Hip-Hop Songs)          | 77              |